# Štrbac
Štrbac  (lat. Meum), monotipski biljni rod iz porodice štitarki (Apiaceae).
Jedina vrsta je mirisavi štrbac ili kraljica, M. athamanticum, trajnica iz Europe, uključujući i Hrvatsku. i Maroka.
- M. athamanticum
- M. athamanticum
- M. athamanticum
- M. athamanticum
- M. athamanticum